# 10 groszy wzór 1961
10 groszy wzór 1961 – moneta dziesięciogroszowa, wprowadzona do obiegu 27 czerwca 1957 r. zarządzeniem z 11 czerwca 1957 r. (M.P. z 1957 r. nr 51, poz. 324), zmieniającym nazwę państwa umieszczaną na monecie na Polska Rzeczpospolita Ludowa oraz wprowadzającym zasadę oznaczania roku bicia. Została wycofana z obiegu z dniem denominacji z 1 stycznia 1995 roku, rozporządzeniem prezesa Narodowego Banku Polskiego z dnia 18 listopada 1994 (M.P. z 1994 r. nr 61, poz. 541).
Dziesięciogroszówka wzór 1961 była bita do 1985 roku.

## Awers
W centralnym punkcie umieszczono godło – orła bez korony, poniżej rok bicia, dookoła napis „POLSKA RZECZPOSPOLITA LUDOWA”, a od 1965 roku, na monetach bitych w Warszawie, pod łapą orła dodano znak mennicy.

## Rewers
Na tej stronie monety znajdują się cyfry „10", poniżej napis „GROSZY” wygięty w formę łuku, pod spodem, również w formie łuku, gałązka laurowa przepasana wstążką.

## Nakład
Monetę bito w alupolonie na krążku o średnicy 17,6 mm, masie 0,7 grama, z rantem gładkim, według projektu Andreja Petera, w Warszawie i Kremnicy. Nakłady monety w poszczególnych latach przedstawiały się następująco:
| Rocznik        | Mennica  | Znak mennicy | Nakład (sztuk) | Uwagi                                                           |
| -------------- | -------- | ------------ | -------------- | --------------------------------------------------------------- |
| 10 groszy 1961 | Warszawa |              | 73 400 000     |                                                                 |
| 10 groszy 1962 | Warszawa |              | 25 362 181     |                                                                 |
| 10 groszy 1963 | Warszawa |              | 40 433 538     |                                                                 |
| 10 groszy 1965 | Warszawa | MW           | 50 521 000     |                                                                 |
| 10 groszy 1966 | Warszawa | MW           | 70 749 000     |                                                                 |
| 10 groszy 1967 | Warszawa | MW           | 62 059 000     |                                                                 |
| 10 groszy 1968 | Warszawa | MW           | 62 204 000     |                                                                 |
| 10 groszy 1969 | Warszawa | MW           | 71 566 000     |                                                                 |
| 10 groszy 1970 | Warszawa | MW           | 38 844 000     |                                                                 |
| 10 groszy 1971 | Warszawa | MW           | 50 000 000     |                                                                 |
| 10 groszy 1972 | Warszawa | MW           | 60 000 000     |                                                                 |
| 10 groszy 1973 | Warszawa | MW           | 80 000 000     |                                                                 |
| 10 groszy 1973 | ?        |              | ?              |                                                                 |
| 10 groszy 1974 | Kremnica |              | 50 000 000     |                                                                 |
| 10 groszy 1975 | Warszawa | MW           | 50 000 000     |                                                                 |
| 10 groszy 1976 | Warszawa | MW           | 100 000 000    |                                                                 |
| 10 groszy 1977 | Warszawa | MW           | 100 000 000    |                                                                 |
| 10 groszy 1978 | Warszawa | MW           | 71 204 000     |                                                                 |
| 10 groszy 1979 | Warszawa | MW           | 73 191 000     | istnieją monety wybite stemplem lustrzanym1 (nakład 5000 sztuk) |
| 10 groszy 1980 | Warszawa | MW           | 60 623 000     | istnieją monety wybite stemplem lustrzanym (nakład 5000 sztuk)  |
| 10 groszy 1981 | Warszawa | MW           | 70 000 000     | istnieją monety wybite stemplem lustrzanym (nakład 5000 sztuk)  |
| 10 groszy 1983 | Warszawa | MW           | 9 600 000      |                                                                 |
| 10 groszy 1985 | Warszawa | MW           | 9 957 000      |                                                                 |

gdzie: 1 – bicia roczników stemplem lustrzanym wykonano w Mennicy Państwowej na początku lat 90. XX w. w ramach emisji zestawów rocznikowych monet PRL z lat 1979, 1980, 1981, 1982, 1986, 1987, 1988, 1989, 1990

## Opis
Do roku 1963 na monetach bitych w Warszawie nie było znaku mennicy.
Rewers monety jest identyczny z rewersem dziesięciogroszówki z 1949 roku. To samo dotyczy średnicy obu monet. Masa jest identyczna z masą odmiany dziesięciogroszówki z 1949 w alupolonie.
Od 1961 roku aż do dnia denominacji z 1 stycznia 1995, w obiegu krążyły obok siebie dziesięciogroszówki z nazwą państwa:
- Rzeczpospolita Polska (1949) oraz
- Polska Rzeczpospolita Ludowa (1961–1985).

Jeszcze pod koniec XX w. w literaturze przedmiotu nie pisano o monecie 10 groszy 1973 bez znaku mennicy. Po pojawieniu się kilku egzemplarzy w obrocie kolekcjonerskim została ona włączona do zestawień publikowanych w katalogach. Nie ma jednak żadnych oficjalnych informacji ani z Narodowego Banku Polskiego, ani z jakiejkolwiek z mennic potwierdzających wybicie tej monety.

## Wersje próbne
Istnieje wersja tej monety należąca do serii próbnej w niklu (roku 1962) z wypukłym napisem „PRÓBA”, wybita w nakładzie 500 sztuk. Katalogi informują również o istnieniu wersji próbnej technologicznej w brązie z roku 1978 o nieznanym nakładzie.